# Ptosis palpebral
La ptosis palpebral, también denominada blefaroptosis o ptosis del párpado, es un descenso permanente del párpado superior. La palabra ptosis procede del griego πτῶσις, "caída". Puede ser total o parcial, según impida o no la visión. Este síntoma puede ser provocado por un daño palpebral (se usa entonces el vocablo Blefaroptosis) o por un daño nervioso del tercer par craneal (motor ocular común) o de los centros nerviosos del cerebro (en este caso, se emplea con frecuencia la palabra ptosis).

## Introducción
La ptosis o blefaroptosis congénita es la irregularidad palpebral innata más habitual, la describimos como una modificación de la dinámica y la estática del párpado superior provocada por una irregularidad en el crecimiento del músculo elevador, estudios histológicos han evidenciado que la gravedad de la ptosis tiene vinculación con el número de fibras estriadas que construyen el músculo elevador. Puede ser uni o bilateral, asimétrica o asociada a otras irregularidades oculares o síndromes polimalformativos. Este se manifiesta desde el nacimiento.
Por todo ello es preciso hacer una evaluación exacta para plantear el tratamiento apropiado en cada caso, vaticinar los resultados y su desarrollo para así transmitir la información más apropiada a los padres con respecto a los resultados y a lo que podemos esperar a medida que pase el tiempo.

## Causas

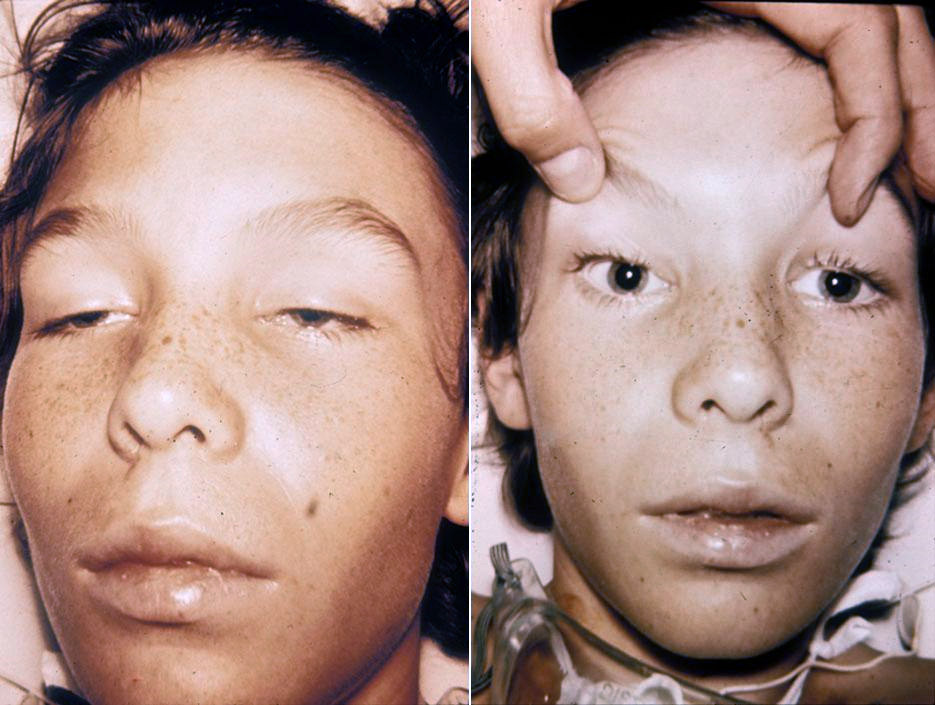
Ptosis neurotóxica causada por la toxina botulínica. Un paciente de 14 años con oftalmoplejía bilateral acompañada de ptosis (imagen izquierda) y pupilas fijas, dilatadas (imagen derecha). El chico se hallaba totalmente consciente.

La ptosis puede ser causada por acción de fármacos o bien clínicamente, siendo un síntoma por ejemplo, de diabetes mellitus, miastenia grave o del síndrome de Horner.
- Congénita: la causa más frecuente (80-90%), por distrofia del músculo elevador del párpado.[2]

- Neurógena: por parálisis del nervio oculomotor[3] (III par craneal).

- Ptosis mecánica: por compresión causada por edema o hematoma periorbitaria,[4] traumatismo en la órbita[5] o del cráneo.

### Fármacos
Los fármacos opioides tales como la morfina, la oxicodona, o la hidrocodona pueden causar ptosis; además es un efecto colateral en el abuso de fármacos como la heroína. Se ha sabido que el moderno fármaco anticonvulsionante pregabalina también puede causar una ptosis moderada.

## Clasificación

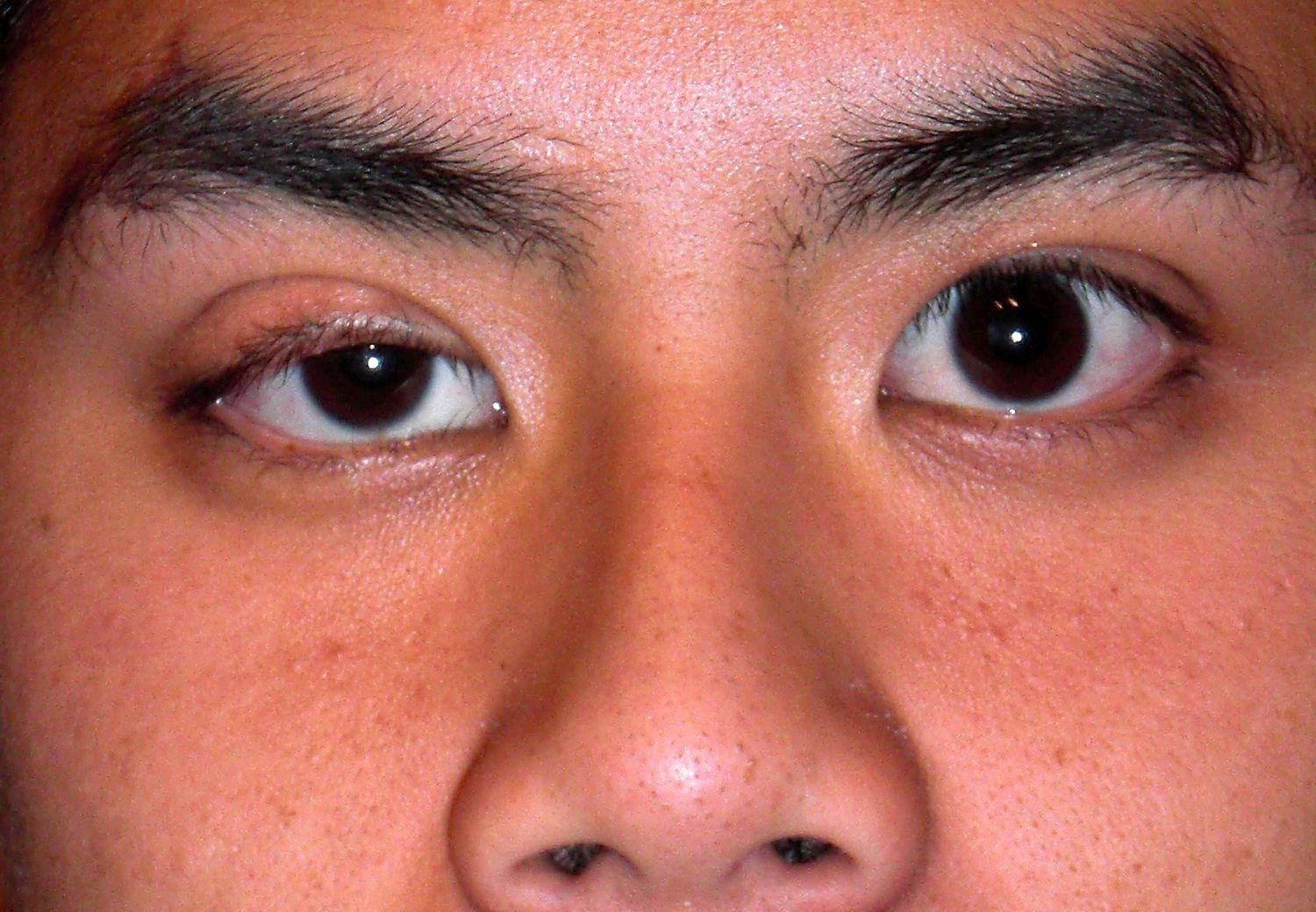
Ptosis palpebral moderada del ojo derecho

### Ptosis Congénita Simple
Es una enfermedad familiar, hereditaria, la transmisión es predominante con una penetración del 60%. La ptosis es más grave de generación a generación. Es producida por una imperfección del desarrollo del músculo elevador, donde la carencia de las fibras musculares es proporcional a la rigurosidad de la ptosis.
Esta distrofia causa un escaso ascenso, y también un error en la relajación del músculo, restringiendo el recorrido parpebral en la mirada abajo.
En un 75% de los casos se presenta de forma unilateral (solo un párpado afectado), si el párpado tapa la pupila puede causar una ambliopía por lo que el tratamiento debe ser urgente. En los casos bilaterales (ambos párpados afectado) el enfermo se auxilia con el músculo frontal y postura equilibrada de la cabeza para sostener el eje visual libre, el tratamiento puede aguardar un tiempo mesurado considerando el problema vertebral.
Se clasifican dependiendo del descenso del párpado en:
- Mínima < 2 mm
- Suave o moderado 3-4 mm
- Severa o grave > 4 mm

### Ptosis asociada a fragilidad de recto superior
Se manifiesta la ptosis acompañada a una escasa elevación del ojo ipsilateral. Esta asociación se muestra en uno de veinte casos de ptosis innata. Esto se produce debido a que el músculo elevador y el recto superior posee un nacimiento embriológico común. Dicha asociación puede no notarse ya que la totalidad de los enfermos muestran ortoforia y buena fusión en la posición principal de la mirada. Esta asociación hace más grave la ptosis por la escasez de elevación y porque habitualmente muestran un síndrome de Bell escaso o débil, no que nos causaría riesgo corneal postquirúrgico.

### Síndrome de Blefarofimosis
Se identifica por ptosis bilateral o doble grave, por fibrosis e hipoplasia del elevador (no hay actividad del elevador) acompañada por elevación de arcos superciliares por continua utilización del músculo frontal dejando libre el eje visual. Desplazamiento lateral de los cantos internos que conjuntamente lleva desplazamientos laterales de los puntos lagrimales. Epicantus alterado o pliegues cantal interno invertido. Blefarofimosis o disminución horizontal y vertical de las hendiduras palpebrales.
Se puede atribuir a defectos de elevación ocular bilateral, paladas o jival, ojo seco, anomalías de los pabellones articulares, infertilidad y estrabismo.
Se contagia con un patrón autosómico destacado, la podemos clasificar en:
- Tipo I: Es el más común, autosómico dominante con completa penetrancia. Las mujeres que la poseen son estériles.
- Tipo II: Autosómico dominante contagiado por mujeres y varones, penetración prudentemente disminuida, 96,5%.

### Ptosis congénita relacionada con el  fenómeno de Marcus Gunn
El fenómeno de Marcus Gunn es un desplazamiento innato asociado. Trigémino oculomotor que ataña los músculos elevadores del párpado y los de la masticación. Se muestra la ptosis acompañada a una sincinesia que se basa en la elevación inconsciente del párpado ptósico, vinculado con desplazamientos laterales de la mandíbula o abertura de la boca. se normaliza el ojo del paciente cuando hay bruxismo o abre la boca.

### Fibrosis innata o congénita de músculos extraoculares
Se adquiere de forma autosómica dominante, identificado por ptosis grave bilateral con ojos fijos en introversión a 10–20 grados y posición equilibrada de la cabeza. La misión del elevador es muy baja, es decir ausente, las fibras musculares están remplazadas por tejidos fibrosos. El daño esta desde el nacimiento y no mejora, y solo mejorara con una intervención quirúrgica la cual es muy arriesgada, por ello debe ser muy cuidadosa, por falta del fenómeno de Bell y el natural riesgo de exposición corneal.

## Tratamientos

### Procedimientos quirúrgicos
- Fassanella Servet
- Suspensión del párpado al músculo frontal:
  - Definitivo, con fascia lata o material sintético equivalente.
  - Reversible, con hilo de nailon.

Edad de intervención 
Si la ptosis es parcial y tapa la pupila, es urgente el tratamiento, se hace la operación antes del año de edad para evitar la ambliopía. Si la ptosis es doble o bilateral y tapa la pupila se realiza la operación alrededor del año, para evitar los malestares o problemas de columna vertebral producidas por el tortícolis compensador. En estas circunstancias hacemos una suspensión al músculo frontal con hilo de nailon (reversible) con el único propósito de liberar el eje visual.
Cuando la edad de los niños es entre 3 a 4 años es el mismo niño que colabora para una exploración clínica y de esta forma poder deducir cual es el procedimiento más adecuado.
Signos que indican la gravedad de la ptosis
- Las pestañas en posición hacia abajo.
- No hay pliegue parpebral.
- Ascenso del arco ciliar, es la prueba de la contracción equilibrada del músculo frontal.
- Probabilidad de sostener el párpado revertido, señala la mala función del elevador.
- Fenómeno de Bell negativo, demarcación de ascenso del globo, no hay receptividad corneal u ojo seco.
- Deficiencia de sutileza visual o tortícolis.

## Conclusión
La ptosis congénita o innata severa además del problema estético puede provocar una paralización del desarrollo visual del bebé, produciendo una ambliopía. A través del procedimiento de la interrupción al frontal con hilo nailon, los bebes pueden ser operados antes del año con el único propósito de dejar libre el eje visual. Este procedimiento tiene beneficios estéticos y poquísima complejidad postoperatoria, al hablar de un procedimiento reversible, es que al crecer, el nailon se cambia por un material integrable, fascia lata o material sintético semejante o bien se puede hacer una extirpación del elevador si la actividad es aprobada o aceptable.

## Curiosidades
Entre las personas célebres con ptosis se cuentan el actor Forest Whitaker, Thom Yorke, Lenny Kravitz, Tegan Quin, componente de Tegan and Sara, los escritores Salman Rushdie y Jorge Luis Borges, el político Oriol Junqueras, el trabajador ferroviario Phineas Gage o la socialité Paris Hilton.